# Place du Maréchal-Leclerc (Poitiers)
Pour les articles homonymes, voir Place du Maréchal-Leclerc.
La place du Maréchal-Leclerc (traditionnellement appelée place d'Armes) est la place principale du centre-ville de Poitiers. Elle est bordée par la rue Claveurier, la rue de la Marne, la rue Sadi-Carnot et la rue Lebascles.

## Histoire

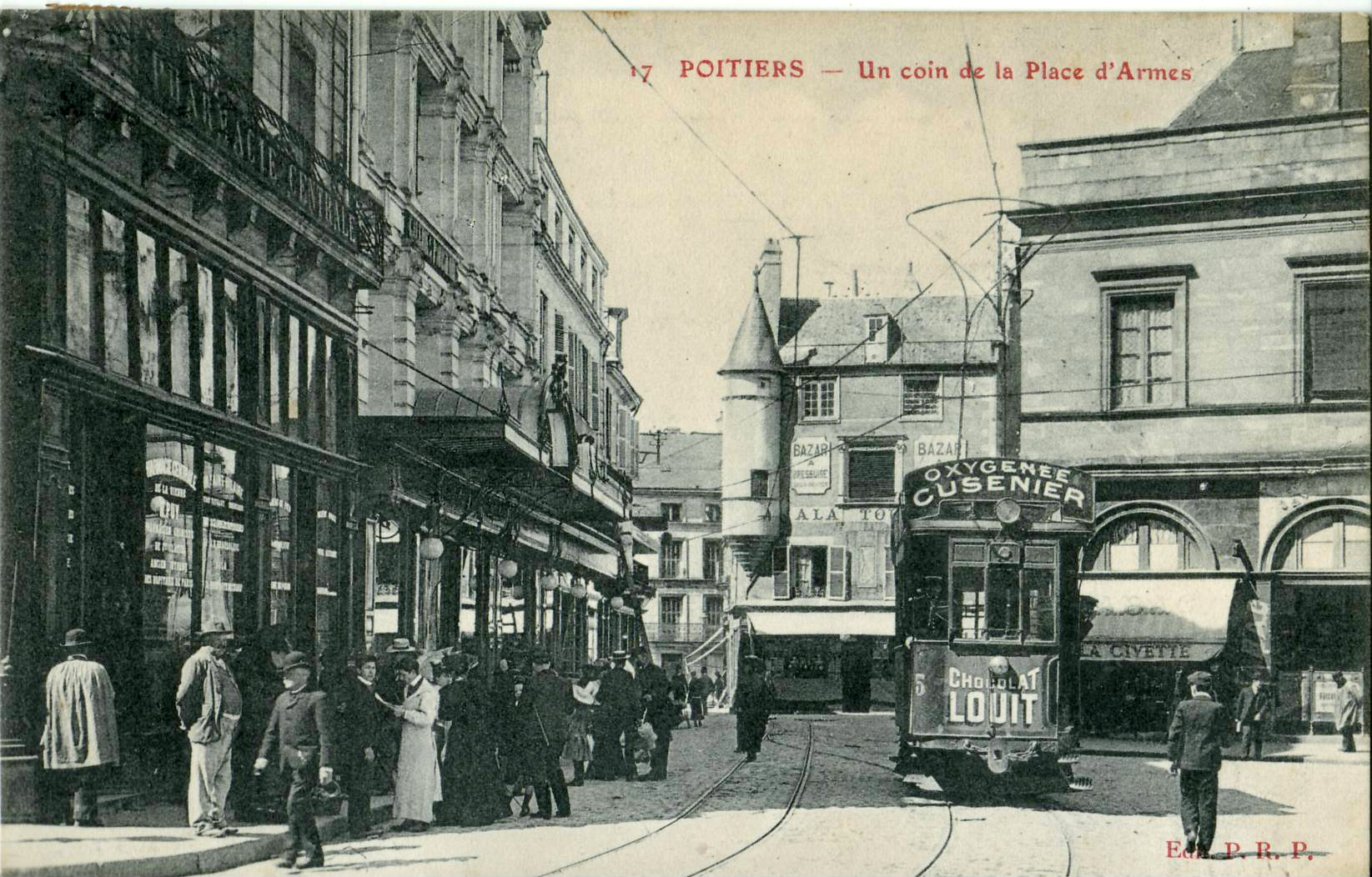
Un coin de la place d'Armes

### Antiquité
Des vestiges antiques ont été trouvés dans l'environnement de la place depuis le XIXe siècle, notamment celles d'un arc de triomphe orné de symboles maritimes (aujourd’hui au musée Sainte-Croix).
Les fondations de muraille du Bas-Empire traverse la cour d'honneur à l'arrière de l'hôtel de ville.

### Moyen Âge
En 1058, il est fait pour la première fois mention d’une place en ce lieu, alors qu'il s'agit d'un vieux forum. Ainsi se trouvait déjà à l’époque gallo-romaine un espace public aménagé de la ville : « le forum ».
Au Moyen Âge, les halles et des commerces occupent toute la place. Elle devient le centre économique de la ville de Poitiers et devient, au XIIe siècle, la « place du Marché-vieil ».

### Renaissance etXVIIesiècle

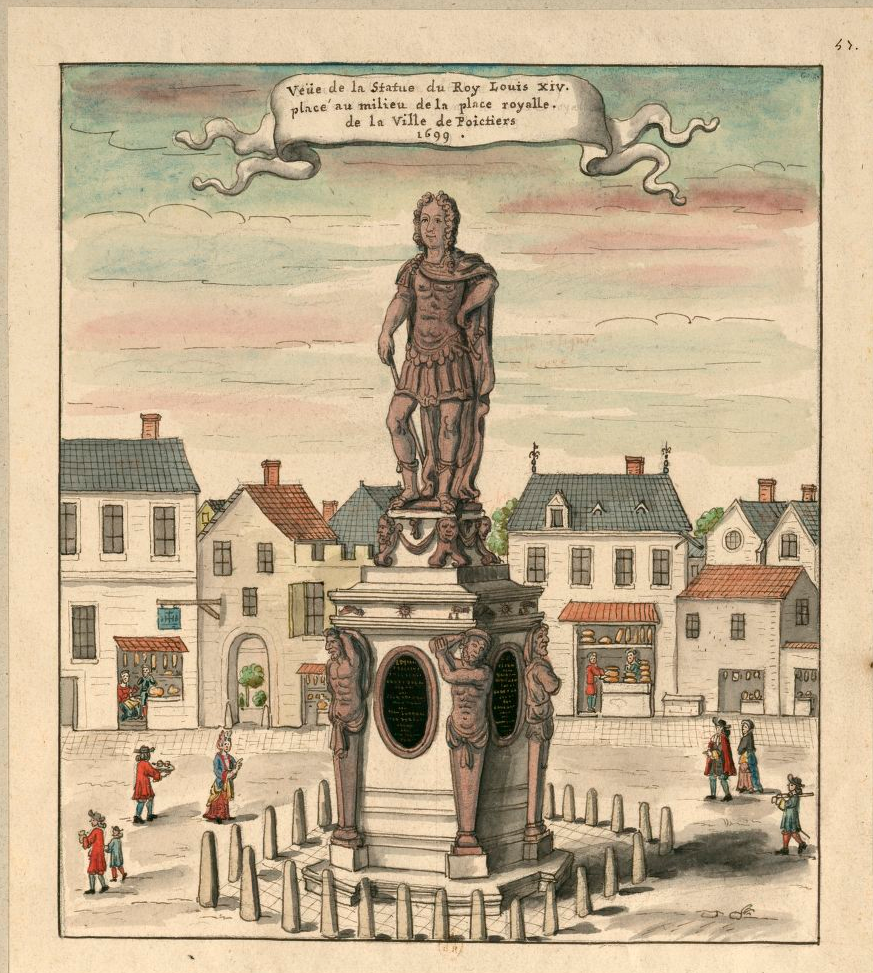
Statue du Roi Louis XIV sur la place royale

Au XVIIe siècle, elle prend le nom de « place Royale » après la cérémonie du 25 août 1687, date où fut inaugurée en grande pompe une statue de Louis XIV par le corps des marchands de la ville de Poitiers, en remerciement du « rétablissement des arts et du commerce ».
Cette œuvre du sculpteur poitevin Girouard, tout en pierre peinte en bronze, représentait le roi debout, habillé à la romaine avec un manteau fleurdelisé. Le piédestal était enrichi de sculptures, et ses quatre coins soutenus par des Termes représentant les diverses nations vaincues par le roi lors de ses guerres.
Durant la Révolution française, elle est rebaptisée « place Nationale » à la suite de la destruction de la statue. Elle redevient néanmoins « place Royale » durant la Restauration.

### XVIIIesiècle
Au XVIIIe siècle, le comte de Nieul fait construire successivement deux hôtels particuliers sur la place. Seul le second existe encore de nos jours, le premier ayant été démoli au moment de la construction de l'hôtel de ville.

### XIXesiècle
En 1819, on construit un théâtre à l'angle de la place. Celle-ci connait de multiples chamboulement avec les aménagements urbains du Second Empire, la construction de l'hôtel de ville puis la reconstruction de la plupart des édifices qui l'entourent.
En 1830, elle prend le nom de « place d’Armes ». Les Poitevins lui donnent encore aujourd’hui ce nom alors qu’elle a été rebaptisée place du Maréchal-Leclerc depuis 1948. Ce nom est dû au maréchal Philippe Leclerc de Hauteclocque qui a fait une partie de sa scolarité dans la ville, au lycée des Feuillants.

### XXe-XXIesiècle
Transformée plusieurs fois, elle est radicalement réaménagée dans les années 1970. En 2011, dans le cadre des travaux de « Cœur d'Agglo », elle est entièrement piétonisée et aplanie avec une légère pente vers l'entrée de l'Hôtel de ville.

## Description
La place est le symbole de l’identité poitevine et constitue le point central du projet 'Cœur d’Agglo'. Elle relie la préfecture à l’hôtel de ville et aux jardins du Puygarreau, dans l'axe de la rue Victor Hugo.

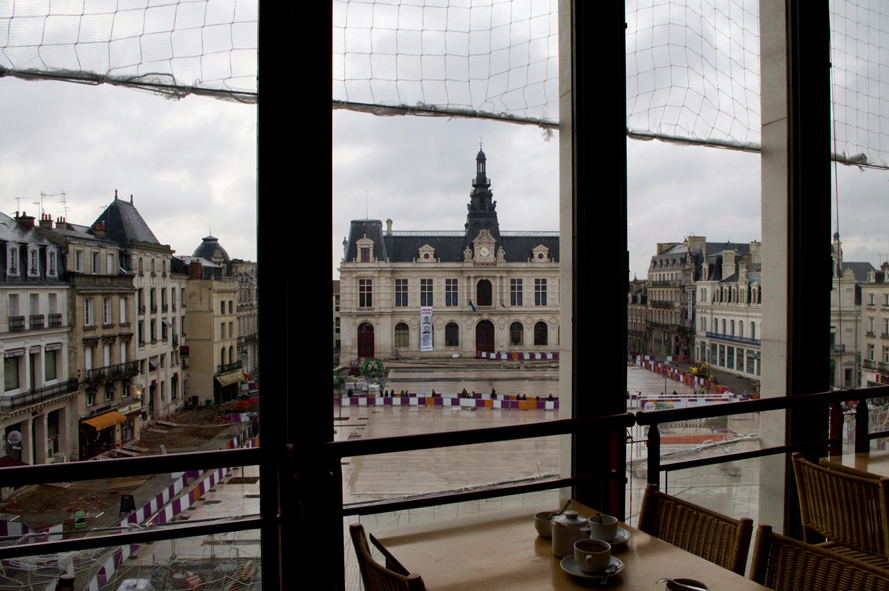
La place du Maréchal-Leclerc et l'hôtel de ville, vues depuis l'ancien salon de thé du magasin Printemps durant les travaux de "Cœur d'Agglo" (2011)

## Galerie

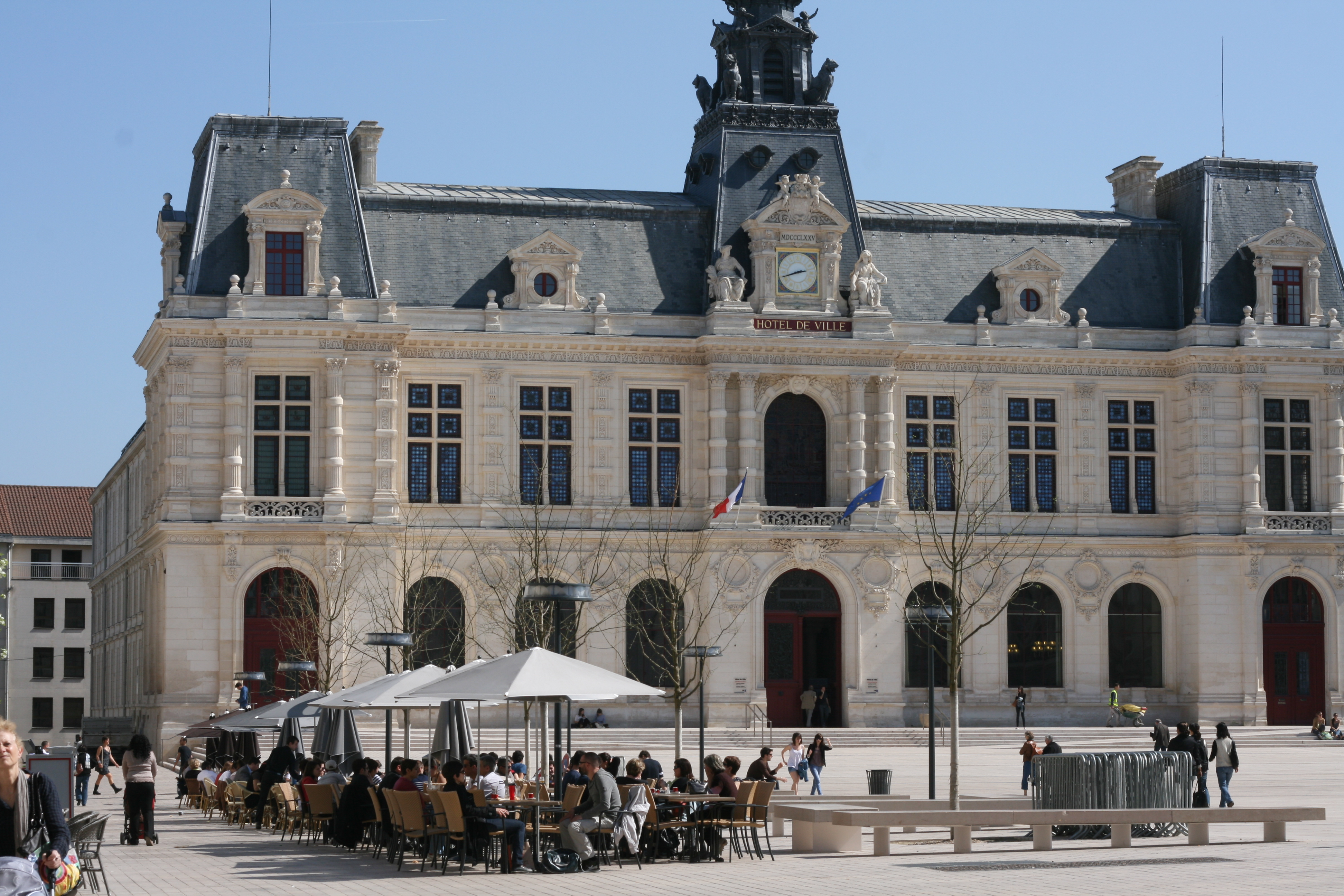
Terrasses de café sur la place du Maréchal-Leclerc (2012)
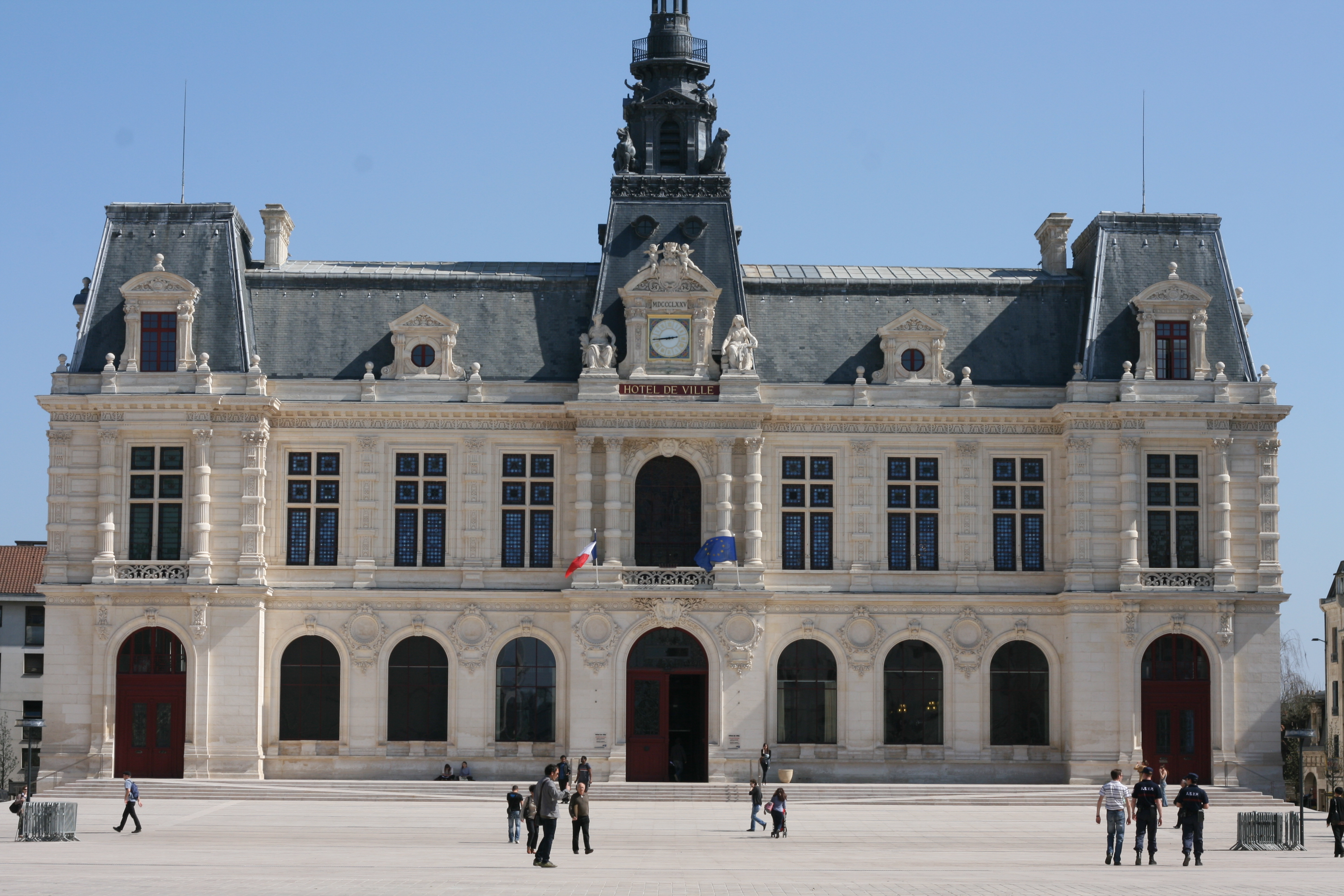
Façade de l'hôtel de ville (2012), par Antoine-Gaëtan Guérinot (1869-1875)
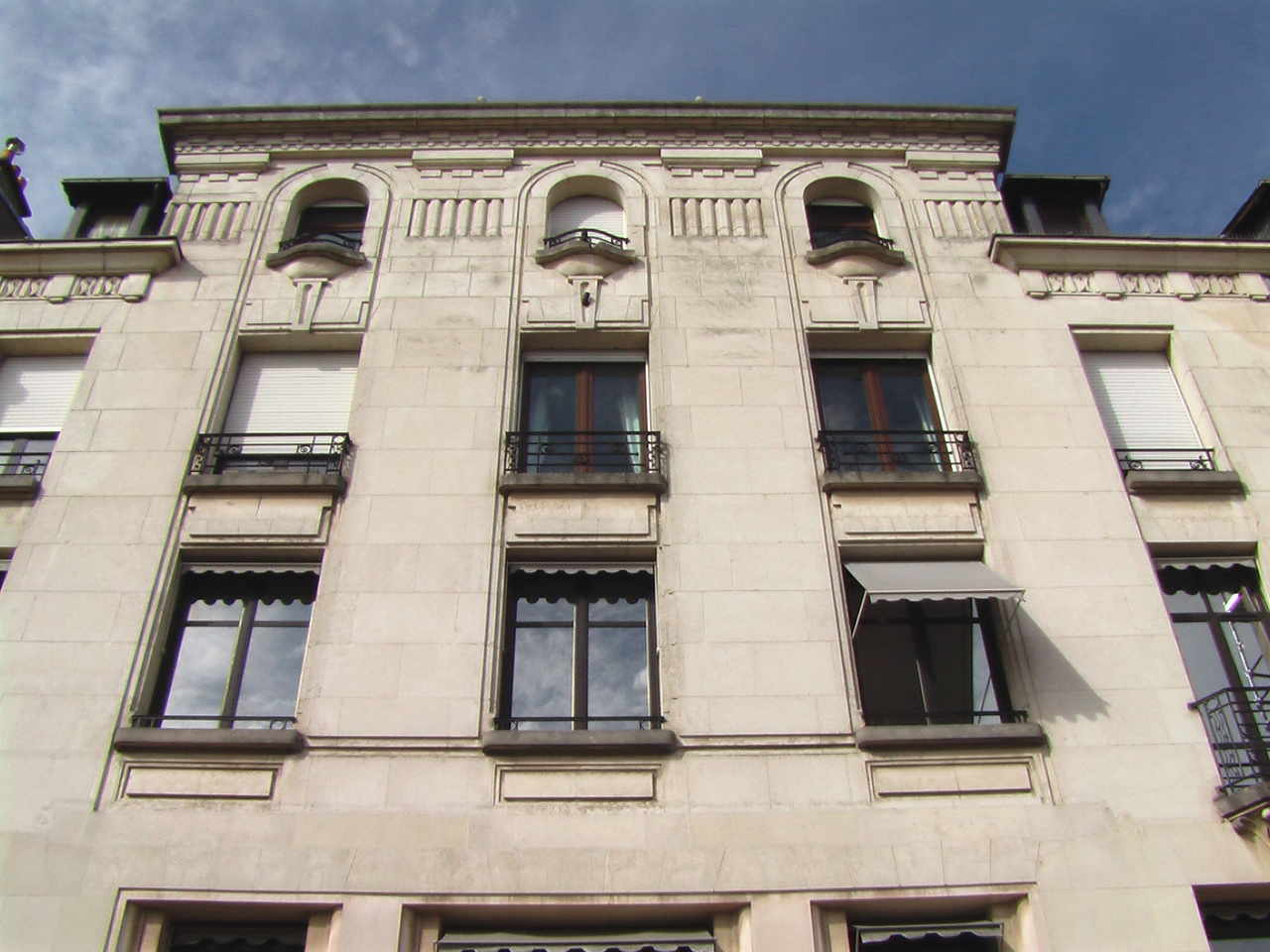
façade Art Déco de la Société générale, par les frères Martineau (1928)
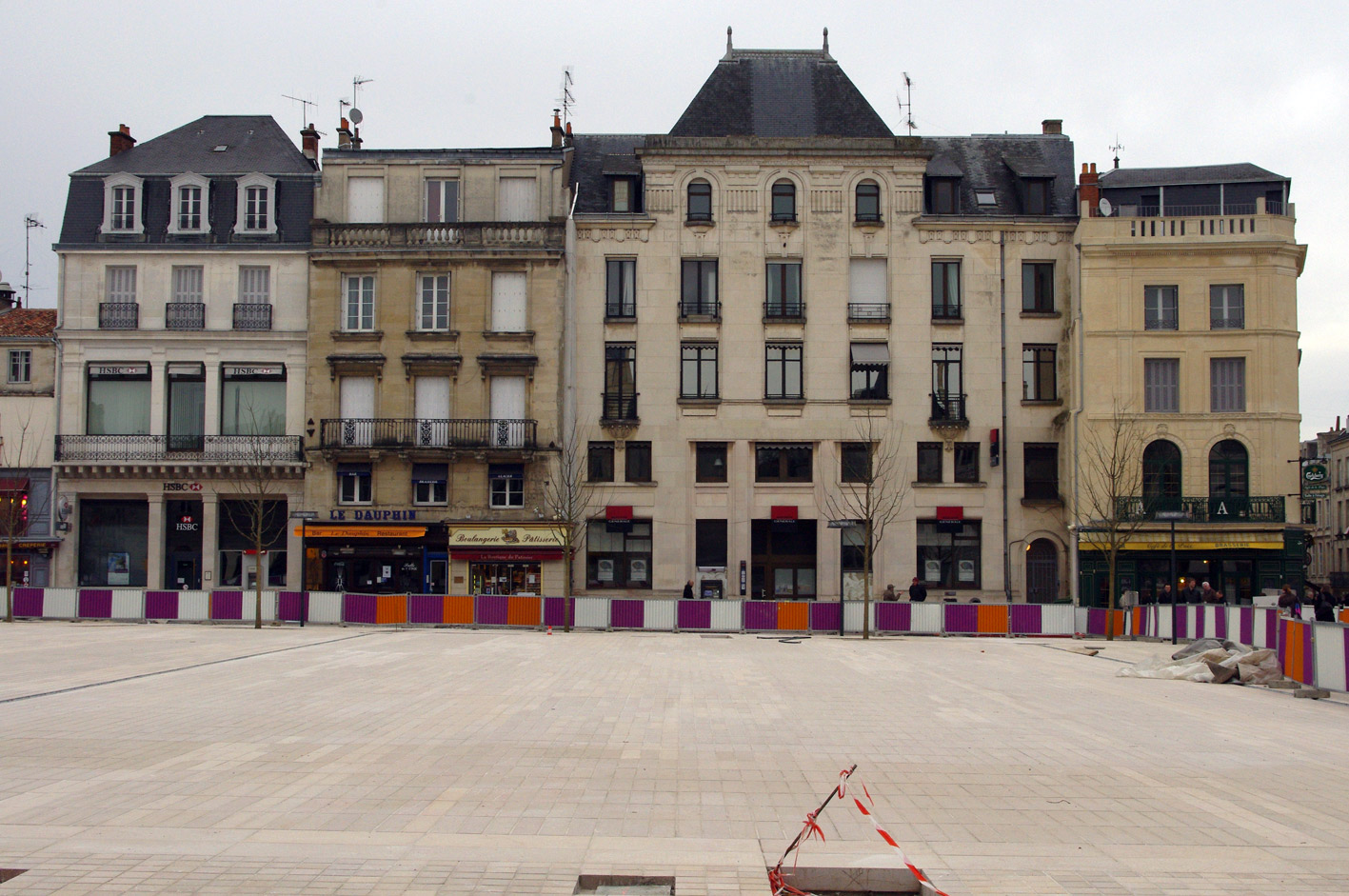
Bâtiments sur le côté nord de la place durant les travaux de 2011
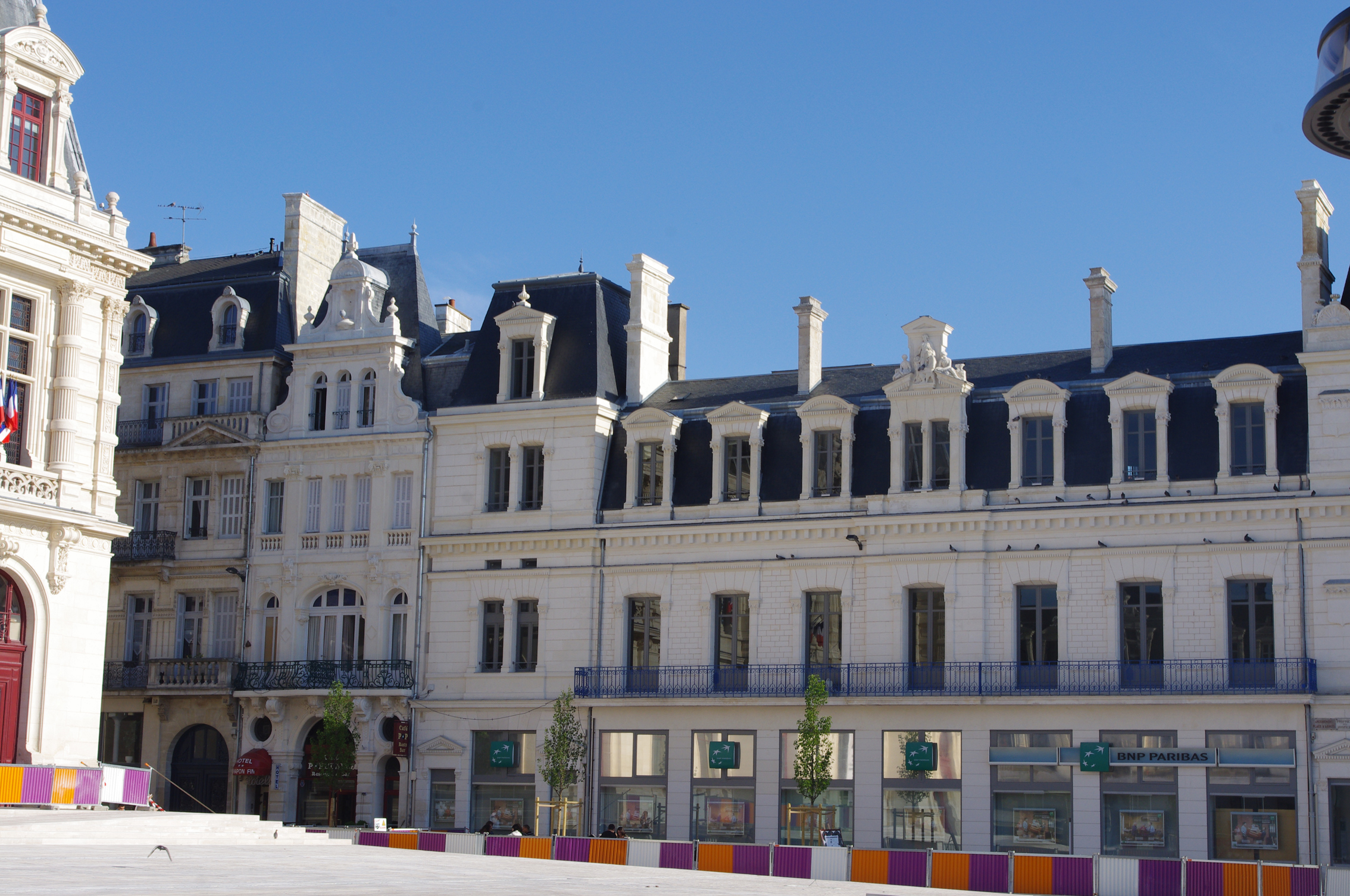
Bâtiments fraichement nettoyés en 2011, côté sud.
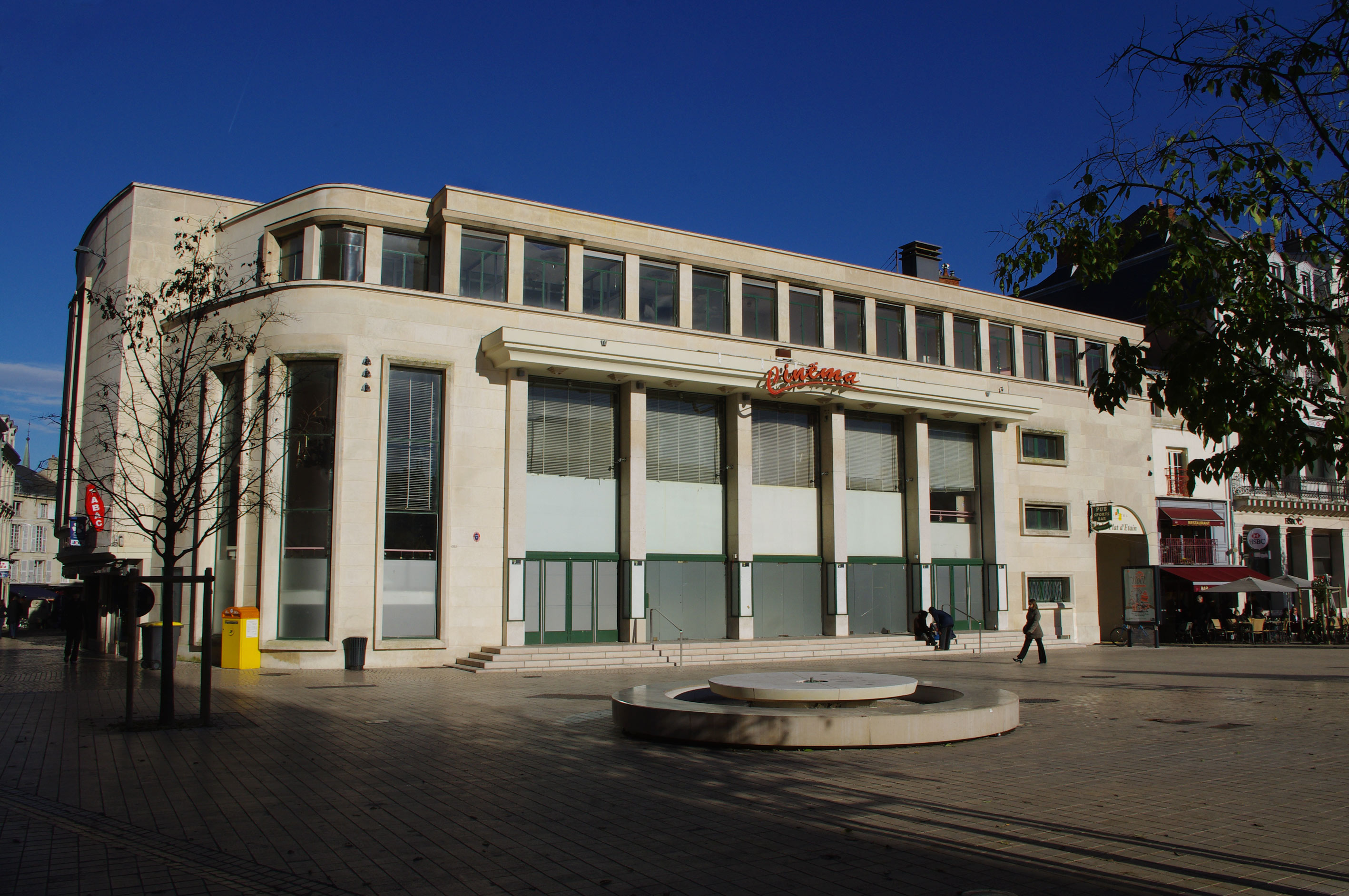
Théâtre Municipal, par Édouard Lardillier (1954)
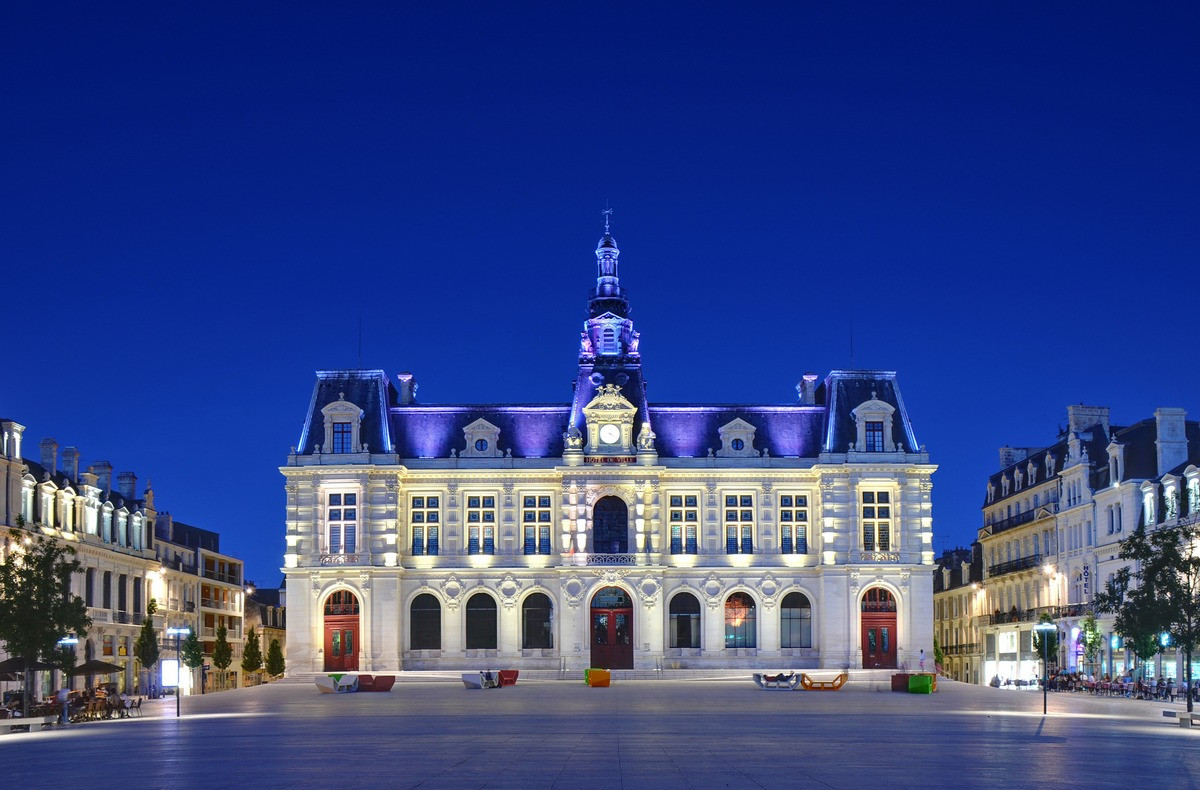
Lumières et décoration de la place du Maréchal-Leclerc et de l'hôtel de ville pour l'hiver.